# Babb (Montana)
Babb es un lugar designado por el censo ubicado en el condado de Glacier en el estado estadounidense de Montana. En el Censo de 2010 tenía una población de 174 habitantes y una densidad poblacional de 7,03 personas por km².

## Geografía
Babb se encuentra ubicado en las coordenadas 48°53′17″N 113°27′4″O / 48.88806, -113.45111. Según la Oficina del Censo de los Estados Unidos, Babb tiene una superficie total de 24.76 km², de la cual 24.57 km² corresponden a tierra firme y (0.78%) 0.19 km² es agua.

## Demografía
Según el censo de 2010, había 174 personas residiendo en Babb. La densidad de población era de 7,03 hab./km². De los 174 habitantes, Babb estaba compuesto por el 12.07% blancos, el 0% eran afroamericanos, el 84.48% eran amerindios, el 0% eran asiáticos, el 0% eran isleños del Pacífico, el 0% eran de otras razas y el 3.45% pertenecían a dos o más razas. Del total de la población el 0% eran hispanos o latinos de cualquier raza.